# Circondario di Segeberg
Il circondario di Segeberg (in tedesco Kreis Segeberg) è uno dei circondari del Land tedesco dello Schleswig-Holstein.

## Geografia antropica

### Suddivisioni amministrative
(Tra parentesi i dati della popolazione al 31 dicembre 2021)
Città e comuni non appartenenti a comunità amministrative
1. Bad Bramstedt, città (15 149)
2. Bad Segeberg, città (17 529)
3. Ellerau (6 308)
4. Henstedt-Ulzburg (28 182)
5. Kaltenkirchen, città (23 191)
6. Norderstedt, città (80 420)
7. Wahlstedt, città (9 958)

Comunità amministrative (* = Sede amministrativa)
- 1. Amt Auenland Südholstein

1. Alveslohe (2 786)
2. Hartenholm (1 930)
3. Hasenmoor (743)
4. Lentföhrden (2 651)
5. Nützen* (1 240)
6. Schmalfeld (1 955)

- 2. Amt Bad Bramstedt-Land
[Sede: Bad Bramstedt]

1. Armstedt (377)
2. Bimöhlen (1 020)
3. Borstel (132)
4. Föhrden-Barl (295)
5. Fuhlendorf (409)
6. Großenaspe (2 989)
7. Hagen (491)
8. Hardebek (487)
9. Hasenkrug (364)
10. Heidmoor (299)
11. Hitzhusen (1 247)
12. Mönkloh (244)
13. Weddelbrook (1 046)
14. Wiemersdorf (1 685)

- 3. Amt Boostedt-Rickling

1. Boostedt* (6 443)
2. Daldorf (635)
3. Groß Kummerfeld (1 878)
4. Heidmühlen (669)
5. Latendorf (622)
6. Rickling (3 183)

- 4. Amt Bornhöved

1. Bornhöved (3 356)
2. Damsdorf (224)
3. Gönnebek (509)
4. Schmalensee (500)
5. Stocksee (409)
6. Tarbek (166)
7. Tensfeld (677)
8. Trappenkamp* (5 248)

- 5. Amt Itzstedt

1. Itzstedt* (2 488)
2. Kayhude (1 234)
3. Nahe (2 543)
4. Oering (1 422)
5. Seth (1 912)
6. Sülfeld (3 289)
7. Tangstedt (6 479) (appartenente al circondario di Stormarn)

- 6. Amt Kisdorf

1. Hüttblek (374)
2. Kattendorf* (849)
3. Kisdorf (3 949)
4. Oersdorf (888)
5. Sievershütten (1 095)
6. Struvenhütten (983)
7. Stuvenborn (857)
8. Wakendorf II (1 360)
9. Winsen (364)

- 7. Amt Leezen

1. Bark (991)
2. Bebensee (655)
3. Fredesdorf (437)
4. Groß Niendorf (676)
5. Högersdorf (406)
6. Kükels (445)
7. Leezen* (1 775)
8. Mözen (457)
9. Neversdorf (706)
10. Schwissel (256)
11. Todesfelde (1 093)
12. Wittenborn (995)

- 8. Amt Trave-Land
[Sede: Bad Segeberg]

1. Bahrenhof (204)
2. Blunk (574)
3. Bühnsdorf (365)
4. Dreggers (46)
5. Fahrenkrug (1 598)
6. Geschendorf (573)
7. Glasau (872)
8. Groß Rönnau (553)
9. Klein Gladebrügge (555)
10. Klein Rönnau (1 806)
11. Krems II (388)
12. Negernbötel (1 011)
13. Nehms (582)
14. Neuengörs (809)
15. Pronstorf (1 626)
16. Rohlstorf (1 213)
17. Schackendorf (904)
18. Schieren (264)
19. Seedorf (2 212)
20. Stipsdorf (247)
21. Strukdorf (269)
22. Travenhorst (210)
23. Traventhal (534)
24. Wakendorf I (493)
25. Weede (1 025)
26. Wensin (873)
27. Westerrade (449)